# Cantonul Freyming-Merlebach
Cantonul Freyming-Merlebach este un canton din arondismentul Forbach, departamentul Moselle, regiunea Lorena, Franța.

## Comune
| Comune                 | Populație (1999) | Cod poștal | Cod INSEE |
| ---------------------- | ---------------- | ---------- | --------- |
| Barst                  | 483              | 57450      | 57052     |
| Béning-lès-Saint-Avold | 1 231            | 57800      | 57061     |
| Betting                | 902              | 57800      | 57073     |
| Cappel                 | 723              | 57450      | 57122     |
| Farébersviller         | 6 279            | 57450      | 57207     |
| Freyming-Merlebach     | 14 461           | 57800      | 57240     |
| Guenviller             | 613              | 57470      | 57271     |
| Henriville             | 764              | 57450      | 57316     |
| Hoste                  | 579              | 57510      | 57337     |
| Seingbouse             | 1 708            | 57455      | 57644     |